# کریستینه واختل
کریستینه واختل (آلمانی: Christine Wachtel؛ زادهٔ ۶ ژانویهٔ ۱۹۶۵) دونده دو نیمه‌استقامت اهل آلمان است.